# Liberty L-12
El Liberty L-12 fue un motor aeronáutico V-12 a 45°. Con una cilindrada de 27 litros, rendía una potencia de 400 CV (298 kW). Se diseñó para obtener una alta relación potencia a peso y para facilitar su producción en masa. Fue sucedido por el Packard 1A-2500.

## Desarrollo
En mayo de 1917, un mes después de que Estados Unidos declarara la guerra a Alemania, un grupo de trabajo federal conocido como el  Aircraft Production Board convocó a dos diseñadores de motores, Jesse G. Vincent (de Packard Motor Car Company de Detroit) y Elbert J. Hall (de Hall-Scott Motor Co. en Berkeley (California)), a Washington D. C. Se les encomendó la tarea de diseñar lo más rápido posible un motor de avión que pudiera rivalizar si no superar a los de Gran Bretaña, Francia y Alemania.
La Junta especificó que el motor tendría una alta relación potencia-peso y sería adaptable a la producción en masa. Reunió a Vincent y Hall el 29 de mayo de 1917 en el Willard Hotel en Washington, donde se pidió a los dos que se quedaran hasta que produjeran un conjunto de dibujos básicos. Después de solo cinco días, Vincent y Hall dejaron el Willard con un diseño completo para el nuevo motor, en el que se había adoptado un diseño de un solo árbol de levas en cabeza y un tren de válvulas de brazo oscilante, muy similar al que adoptarían posteriormente los motores Mercedes D.IIIa de 1917-1918.
En julio de 1917, un prototipo de ocho cilindros ensamblado por la planta de Packard en Detroit llegó a Washington para las pruebas, y en agosto se ensayó y aprobó la versión de 12 cilindros.

## Producción

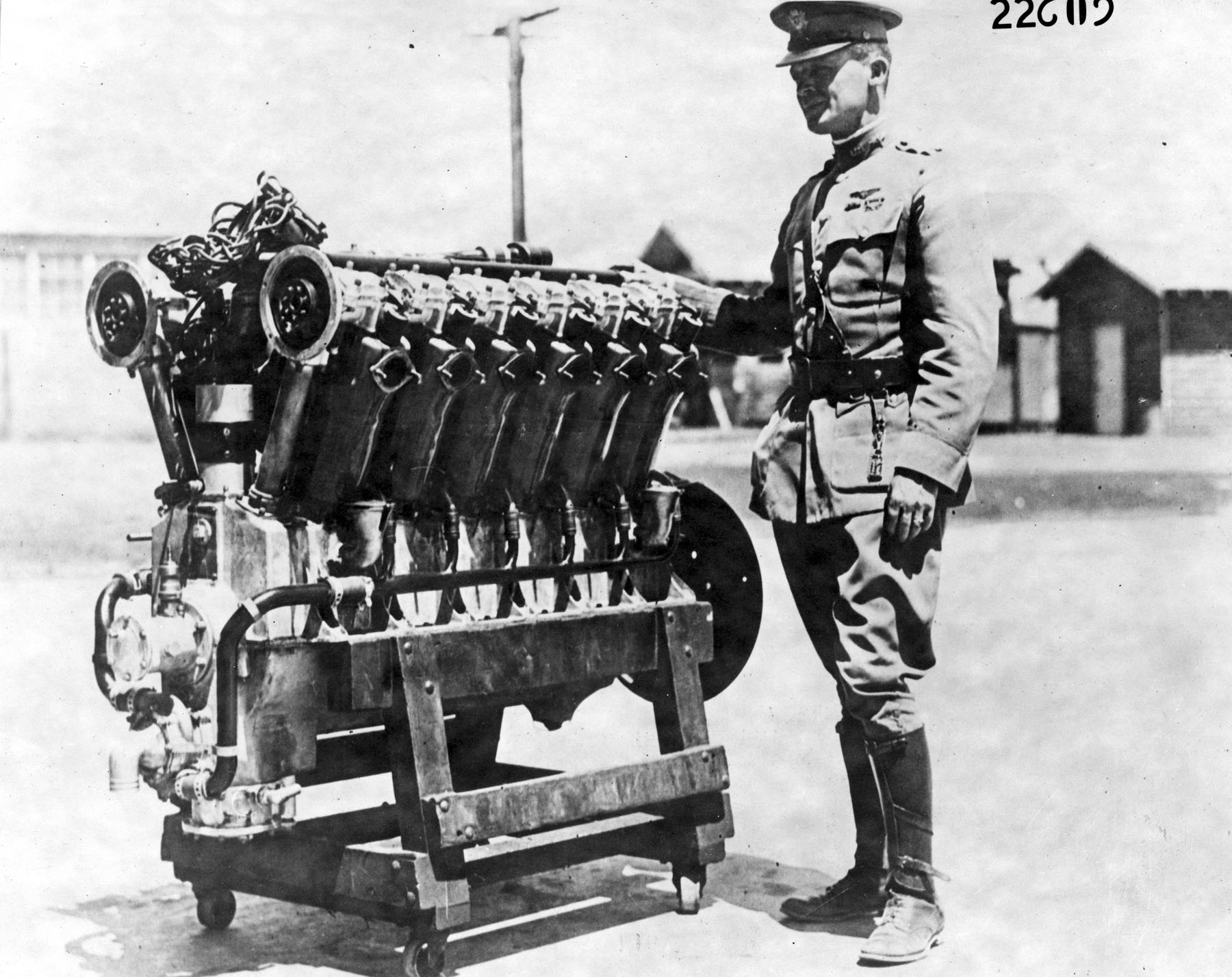
El mayor Henry H. "Hap" Arnold con el primer motor V12 Liberty completado.

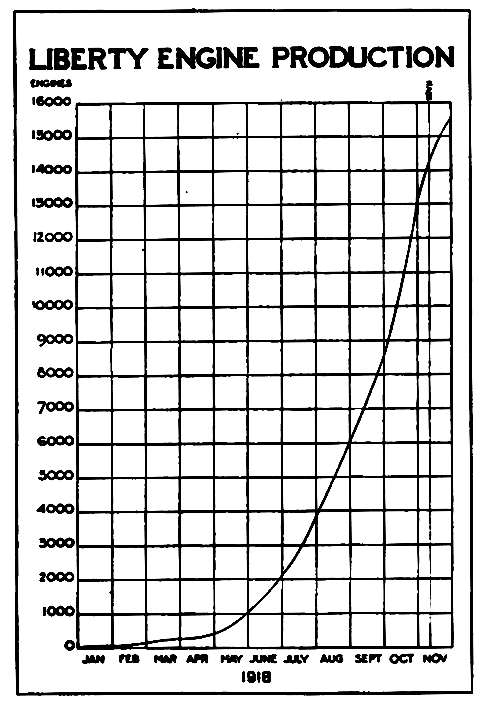
Gráfica de la producción de motores Liberty.

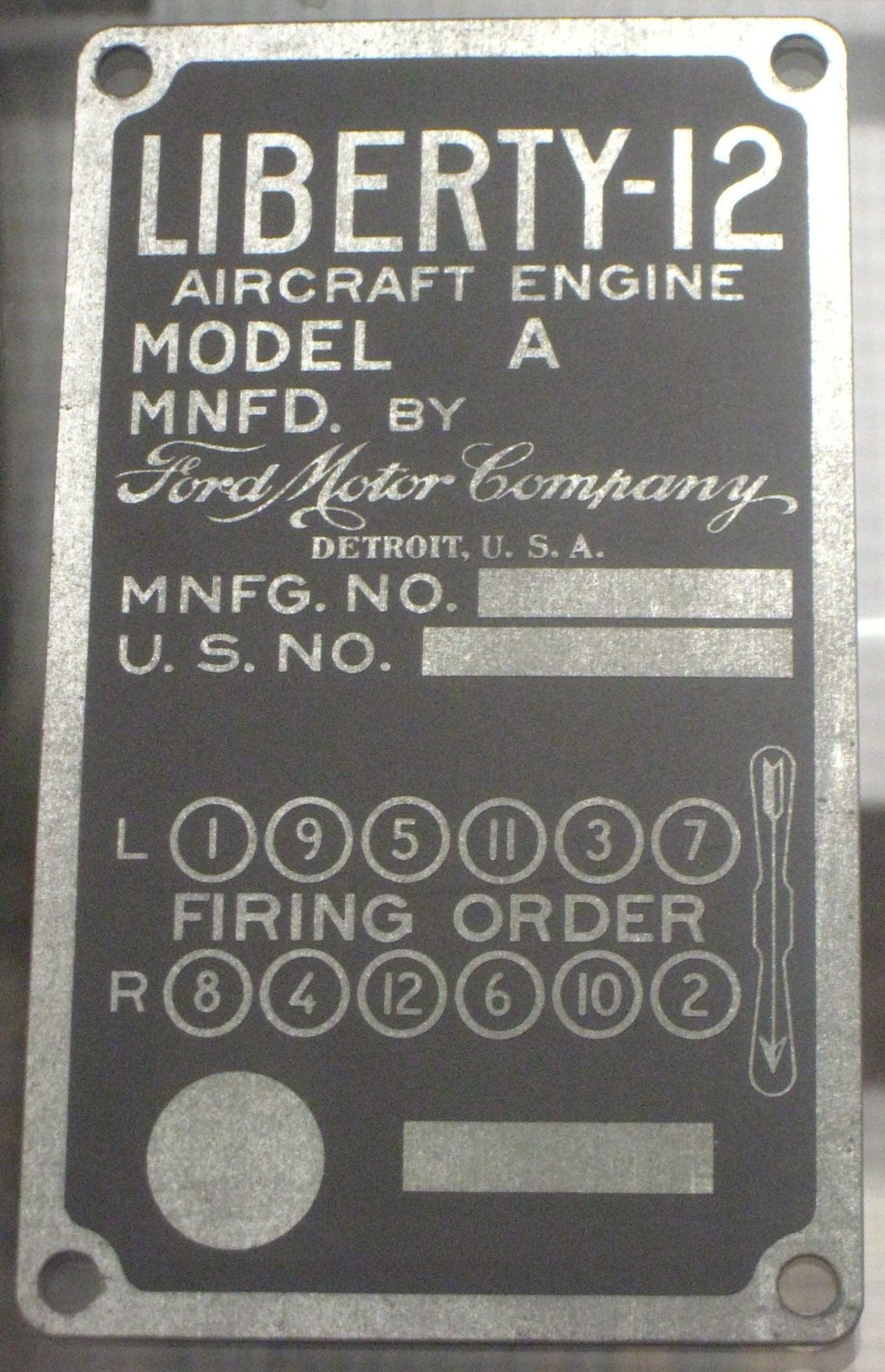
Placa de un motor Ford Liberty 12, con el orden de ignición de los cilindros.

En el otoño de 1917, el Departamento de Guerra realizó un pedido de 22.500 motores Liberty, dividiendo el contrato entre los fabricantes de automóviles y motores Buick, Ford, Cadillac, Lincoln, Marmon y Packard. Hall-Scott en California se consideraba demasiado pequeño para recibir un pedido. La producción por múltiples fábricas fue facilitada por su diseño modular.
Se solicitó a Ford que suministrara cilindros para el nuevo motor y desarrolló rápidamente una técnica  mejorada para cortar y prensar acero, lo que hizo que la producción de cilindros aumentara de 151 por día a más de 2000; la compañía finalmente fabricó los 433.826 cilindros producidos, así como 3950 motores completos.
La Lincoln construyó una nueva fábrica en un tiempo récord, dedicada por completo a la producción de motores Liberty, y montó 2000 motores en 12 meses. Para el momento del Armisticio con Alemania, las distintas compañías habían producido 13.574 motores Liberty, alcanzando una tasa de producción de 150 motores por día. La producción continuó después de la guerra, con un total de 20.478 motores construidos entre el 4 de julio de 1917 y 1919.
Aunque se informa ampliamente de lo contrario, algunos motores Liberty entraron en acción en Francia, propulsando la versión estadounidense del aeroplano británico Airco DH.4.

### Lincoln Motor Company
Cuando Estados Unidos entró en la Primera Guerra Mundial, se pidió a Cadillac, división de la General Motors, que produjera el nuevo motor aeronáutico Liberty, pero William Crapo Durant era un pacifista que no quería que las instalaciones de General Motors o Cadillac se usaran para producir material de guerra. Esto llevó a que Henry Leland dejara Cadillac para fundar la Lincoln Motor Company con el fin de fabricar los motores Liberty solicitados. Rápidamente ganó un contrato gubernamental de 10 millones de dólares para construir 6000 motores. Posteriormente, el pedido se incrementó a 9000 unidades, con una opción de 8000 más si el gobierno los necesitaba. Durant cambió de opinión, y finalmente Cadillac y Buick también produjeron motores Liberty.
Más de 16.000 motores Liberty se produjeron durante el año 1918. Al 11 de noviembre de 1918, se habían fabricado más de 14.000 motores Liberty. La Lincoln había suministrado 6500 motores V-12 de 400 CV, cuando cesó la producción en enero de 1919.

## Diseño

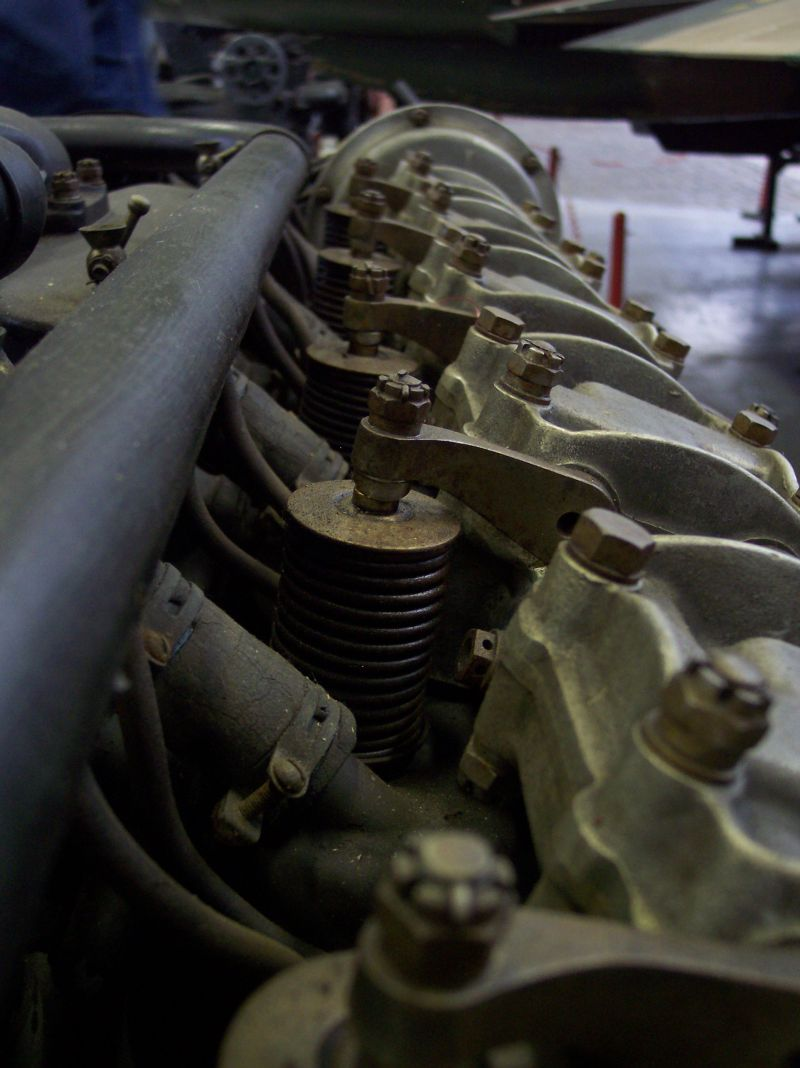
Detalle del accionamiento de las válvulas del Liberty L-12, casi coincidente con el posterior diseño del Mercedes D.IIIa.

El motor Liberty era un diseño modular en el que se podían usar cuatro o seis cilindros en una o dos bancadas, permitiendo configuraciones de cuatro en línea, seis en línea, V-8, o V-12.
El diseño se mantuvo unido por un cárter de aluminio fundido de dos partes. Las dos piezas formaban las mitades superior e inferior del ensamblaje completo y se mantenían juntas con una serie de tornillos que corrían alrededor del perímetro exterior. Como era común en aquella época, los cilindros se mecanizaban por separado a partir de tubos de acero forjado con finas camisas metálicas alrededor, facilitando el paso del flujo de agua de refrigeración.
Un único árbol de levas en cabeza para cada bancada de cilindros operaba dos válvulas por cilindro, de manera casi idéntica a los motores Mercedes D.III y BMW III alemanes de seis cilindros en línea. Cada árbol de levas era impulsado por un eje de transmisión vertical colocado en la parte posterior de cada bancada de cilindros, de nuevo con un diseño casi idéntico al de los propulsores Mercedes y BMW de seis cilindros. Delco Electronics proporcionó el encendido del motor y Zenith el carburador. El peso seco era de 844 lb (383 kg).
Se produjeron cincuenta y dos unidades de una versión de seis cilindros, el Liberty L-6, que se parecía mucho a los motores de Mercedes y BMW en apariencia general, pero no fueron adquiridos por el Ejército. Un par de estos 52 motores fabricados fueron destruidos por William Christmas probando su caza, el "Christmas Bullet".

## Variantes
V-1650:
Un Liberty invertido con configuración 12-A denominado V-1650 fue producido hasta 1926 por Packard. La misma designación se aplicó posteriormente al Packard V-1650, un motor con cilindrada casi idéntica. Este último fue una versión del Rolls-Royce Merlin producida por Packard durante la Segunda Guerra Mundial, que no debe confundirse con la versión anterior basada en el Liberty.
Allison VG-1410:
El Allison VG-1410 era un Liberty L-12 invertido enfriado por aire, con un compresor accionado por engranajes, un reductor de la hélice epicíclico Allison y un diámetro reducido a 4,625 plg (117 milímetros), lo que proporciona una menor cilindrada, de 23.12 litros (1411 cu in).
Liberty L-6:
Una versión de 6 cilindros del Liberty L-12, denominado "Liberty Six", consistía en una sola bancada de cilindros, con el motor resultante teniendo un gran parecido externo con los motores de aviación alemanes Mercedes D.III y BMW III de la Primera Guerra Mundial.
Liberty L-8:
Un motor de 8 cilindros en V, que usaba dos bancadas de cuatro cilindros a 45° procedentes del Liberty (1099.6 cu in/18.02 L)
Mikulin M-5:
Modelo producido bajo licencia (o copiado) en la Unión Soviética.
Nuffield Liberty:

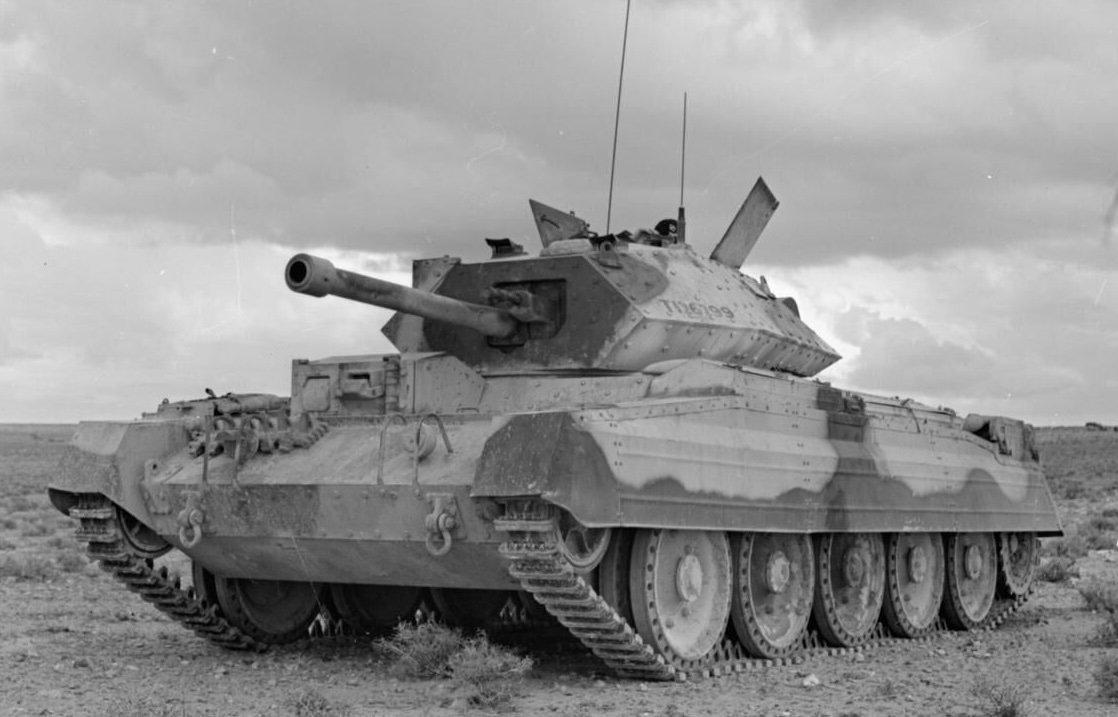
Tanque Crusader Mk III de la Segunda Guerra Mundial, propulsado por un motor Nuffield Liberty.

El motor del tanque Nuffield Liberty fue licenciado y producido durante la Segunda Guerra Mundial por el fabricante de automóviles del Reino Unido Nuffield. Se usó en los primeros tanque de crucero, el Crusader, el Cavalier y, finalmente, los tanques Centaur. Era un motor de 27 L (1,649 in3) con una potencia de 340 CV, inadecuado para el aumento de peso de los vehículos a medida que avanzaba la guerra y que también sufrió numerosos problemas de sobrecalentamiento y fiabilidad.
Del Nuffield Liberty se desarrollaron múltiples versiones:
- Mark I, motores construidos en Estados Unidos modificados en Gran Bretaña. La modificación incorporó nuevos carburadores y un nuevo sistema de inducción de Solex, la revisión del respiradero del cárter, el nuevo engranaje de distribución y el empuje revisado del extremo del cigüeñal. Rendía 340 CV a 1500 rpm con los nuevos carburadores.
- Mark II, motores construidos en el Reino Unido. No se usó el compresor de aire para el arranque, que fue retirado en motores posteriores
- Mark III, IIIA y IIIB, fabricados para el tanque Crusader. Esto requirió una altura reducida para encajar en el compartimiento del motor, lo que se logró rediseñando la bomba de aceite y reubicando la bomba de agua. El compresor de aire se reinstaló para permitir el accionamiento neumático del frenado y de la dirección. Se experimentaron problemas significativos en el uso en el desierto (la Campaña en África del Norte), y el Mk III pasó por varias revisiones. Esto incluyó tres diseños diferentes de transmisión por cadena para los ventiladores de refrigeración auxiliares, un mecanismo de ajuste de válvulas revisado, mayor relación de compresión, alimentación de aceite revisada y dos reemplazos de bomba de agua.
- Mark IV, un diseño revisado que disponía de una transmisión por eje para los ventiladores de refrigeración, reemplazando la molesta cadena de transmisión. Esta versión también cambió el compresor de aire para funcionar a una velocidad más baja.
- Mark IVA, la potencia se incrementó a 410 HP (305,7 kilovatios) al aumentar el límite de giro a 1700 rpm y al instalar un nuevo colector de admisión y un carburador para el tanque Cavalier.
- Mark V, un motor rediseñado que rendía la misma potencia que el Mark IVA pero para uso en el tanque Centaur. Se revisó la distribución de aceite en el motor, pero se mantuvo una velocidad de giro más alta, de 1700 rpm. El motor estaba destinado para el Mk VIII Cromwell, pero el diseño basado en el Liberty se abandonó a favor del Rolls-Royce Meteor. Los tanques equipados con el Liberty pasaron a llamarse Centaur, dividiéndose la producción.

## Uso

### Aviones

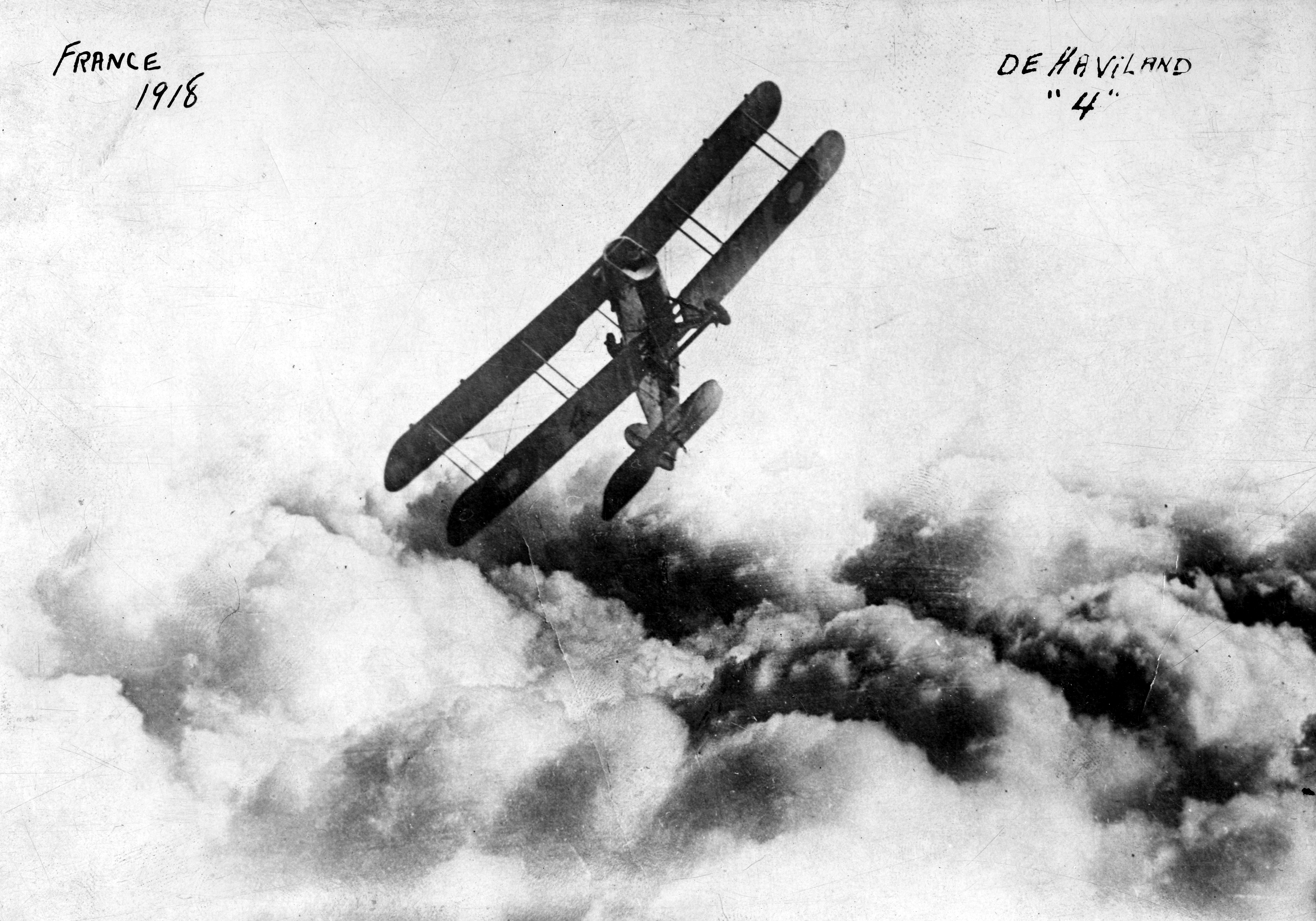
Airco DH.4 en vuelo sobre Francia durante la Primera Guerra Mundial.

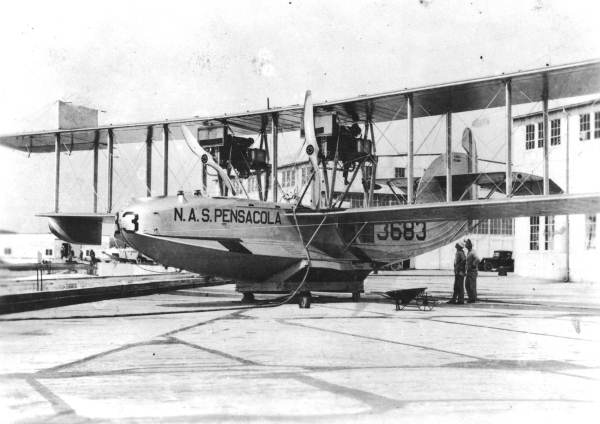
Felixstowe F-5L.

El uso principal del Liberty fue en aviones.
- Versiones construidas en América del Airco DH.4.
- Airco DH.9A
- Airco DH.10
- Breguet 14 B2 L
- Caproni Ca.60
- Curtiss H-16
- Curtiss HS
- Curtiss NC
- Curtiss Carrier Pigeon
- Douglas C-1
- Douglas DT
- Douglas O-2
- Felixstowe F-5L
- Fokker T.II
- Handley Page H.P.20
- Witteman-Lewis XNBL-1

El motor también se usó en el dirigible RN-1 (Zodiac).

### Automóviles

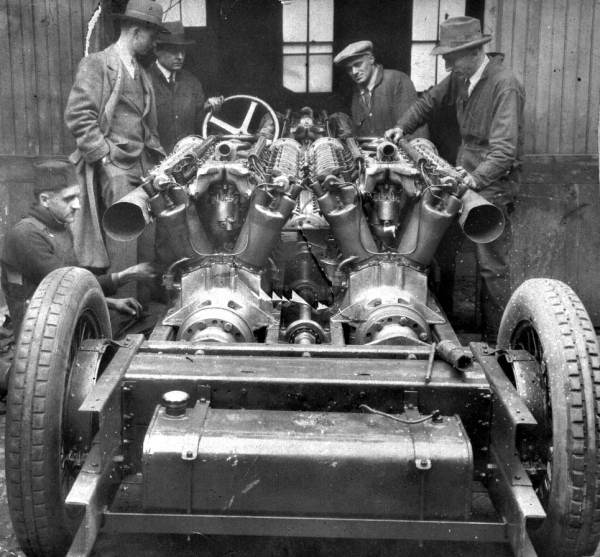
El White Triplex.

Diseñado para su uso en aviones, el motor proporcionaba una buena relación potencia/peso. Esto lo hizo ideal para su empleo en vehículos de intento de récord de velocidad en tierra.
Fue seleccionado para dos de estos vehículos:
- Babs, un vehículo con un único motor Liberty.
- White Triplex, montando tres motores Liberty trabajando en tándem.

Ambos intentos establecieron nuevos récords mundiales de velocidad, y ambos se estrellaron durante otros intentos, lo que causó la muerte de los dos pilotos y de un camarógrafo de un noticiero.

### Tanques

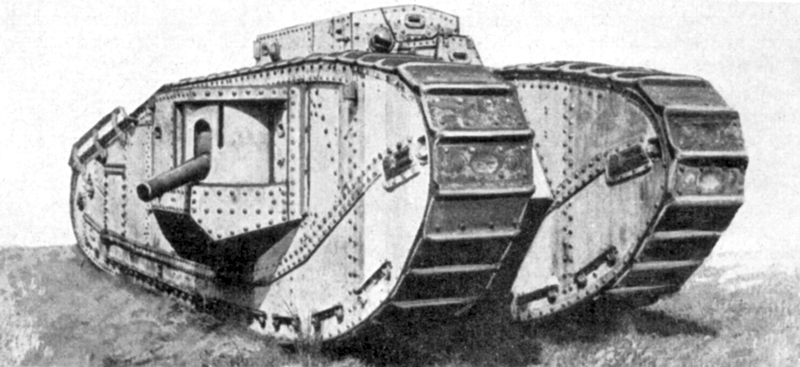
Tanque Mark VIII "Liberty" de la Primera Guerra Mundial.

Ya en 1917, el Liberty mostró un buen potencial de su uso tanto en tanques como en aviones. El tanque Anglo-American o Liberty Mark VIII fue diseñado en 1917–18. La versión estadounidense utilizó una adaptación del motor Liberty V-12 de 300 CV (220 kW), diseñado para usar cilindros de fundición en lugar de acero. Se fabricaron cien tanques en el Rock Island Arsenal en 1919–1920, demasiado tarde para intervenir en la Primera Guerra Mundial. Finalmente, se vendieron a Canadá en 1940, a excepción de dos que se han conservado.
En el período de entreguerras, J. Walter Christie combinó motores de avión con un nuevo tipo de suspensión, produciendo un tanque rápido y altamente móvil. Usando el concepto de Christie, las fuerzas rusas seleccionaron y copiaron el Liberty en los tanques de entreguerras soviéticos BT-2 y BT-5 (al menos un Liberty reacondicionado se instaló en un BT-5). La demostración de este tanque fue presenciada por los británicos, y las características del diseño de Christie fueron autorizadas e incorporadas en la especificación de diseño A13 británica.

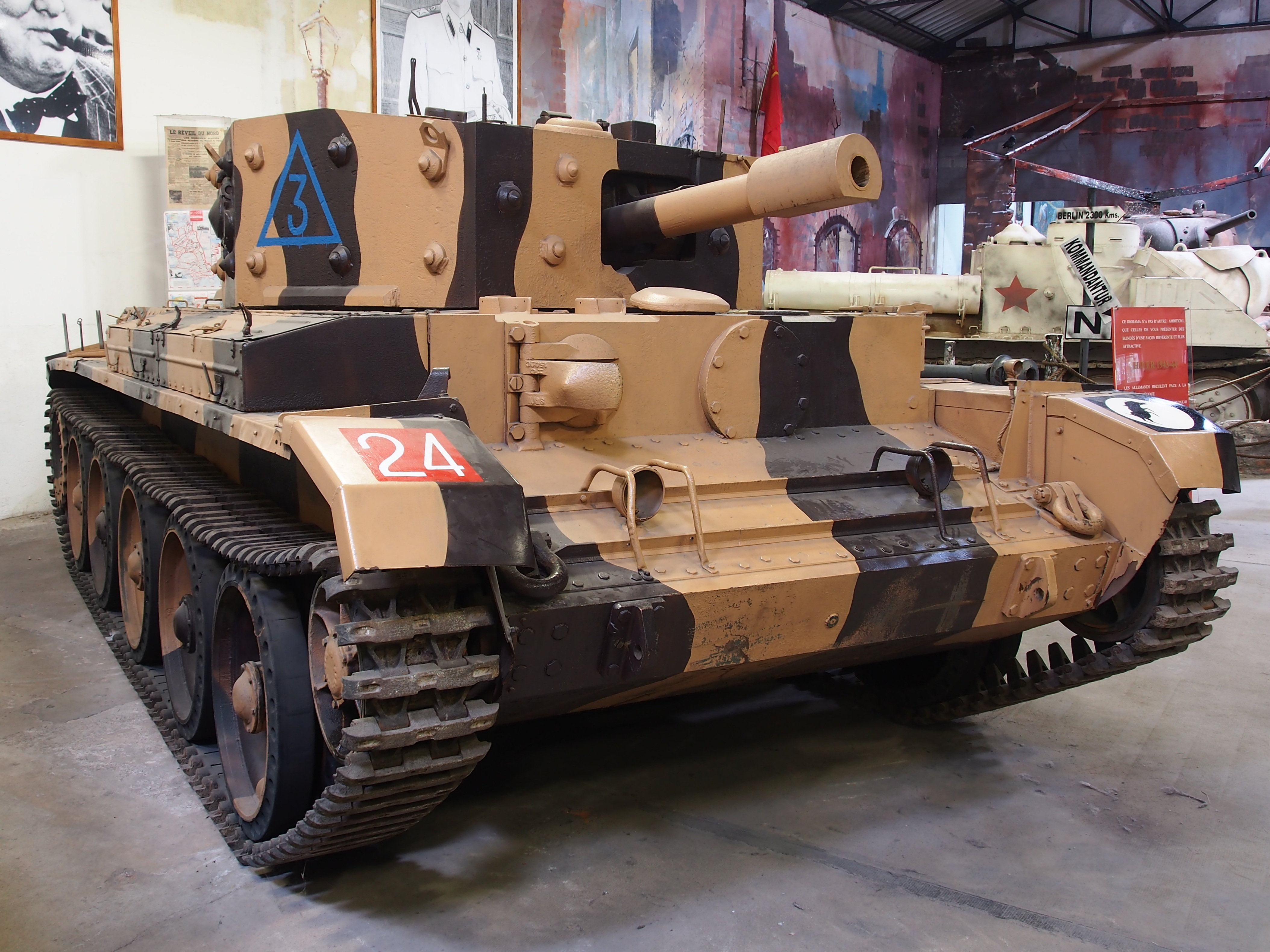
Tanque Centaur de la Segunda Guerra Mundial, el último tipo propulsado con el motor Nuffield Liberty.

A medida que proseguía la Segunda Guerra Mundial, Nuffield, que producía tanques British Cruiser, autorizó y rediseñó el Liberty para su uso en el A13 (producido como el Cruiser Mk III) y más tarde en los tanques Cruiser. Posteriormente, los Liberty de los tanques británicos fueron reemplazados por el motor Rolls-Royce Meteor, basado en el motor aeronáutico Rolls-Royce Merlin, que ofrecía una mayor potencia.
Los motores Nuffield Liberty se utilizaron en:
- Cruiser Mk III, tanque británico de la Segunda Guerra Mundial - Nuffield Liberty Mk I
- Cruiser Mk IV Tanque británico de la Segunda Guerra Mundial - Nuffield Liberty Mk II
- Crusader Tanque británico de la Segunda Guerra Mundial - Nuffield Liberty Mk III, IIIA, IIIB o IV
- Cavalier tanque británico de la Segunda Guerra Mundial - Nuffield Liberty Mk IVA
- Centaur, una versión anterior del tanque británico de la Segunda Guerra Mundial Cromwell, con el Nuffield Liberty Mk V

### Embarcaciones

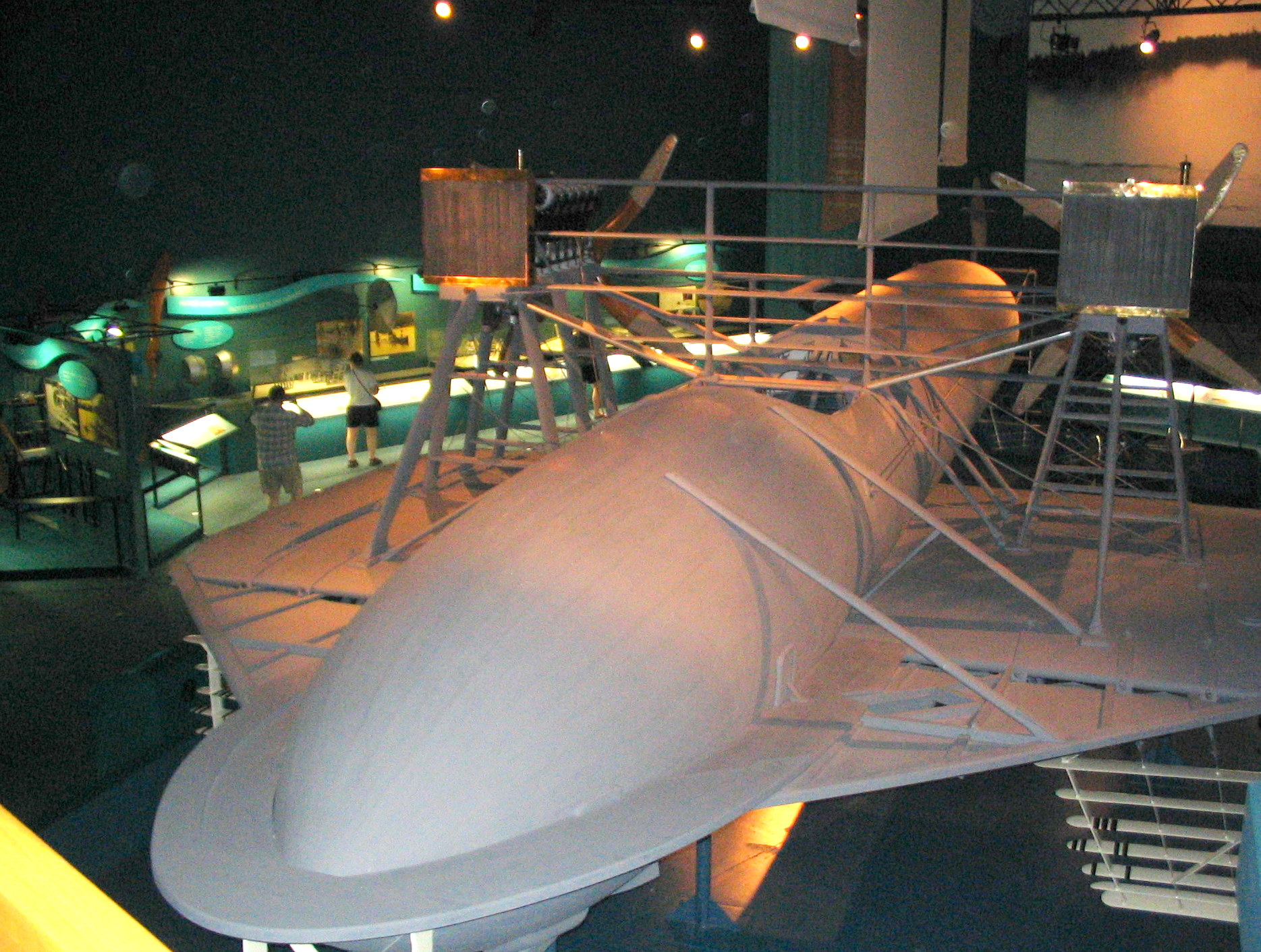
Hidroala HD-4 en el Alexander Graham Bell National Historic Site.

## Unidades conservadas
Se conservan numerosos motores Liberty restaurados, tanto en sus vehículos originales como dispuestos para su visualización estática. Motores en exposición se encuentran en:
Australia
- Se muestra un Liberty 12 de un DH.9A en el Australian Aviation Heritage Centre en Darwin, Territorio del Norte.[16]

Reino Unido
- Un Nuffield Liberty está en exhibición en The Tank Museum, Bovington

Estados Unidos.
- Se muestra un 12A en el New England Air Museum en el Aeropuerto Internacional Bradley en Windsor Locks, Connecticut.[17]
- Un Liberty V-12 operable en un tráiler de prueba estática a menudo se pone en funcionamiento para demostraciones en los eventos de exhibición del fin de semana del Aeródromo Old Rhinebeck.[18]

## Especificaciones (Liberty L-12)

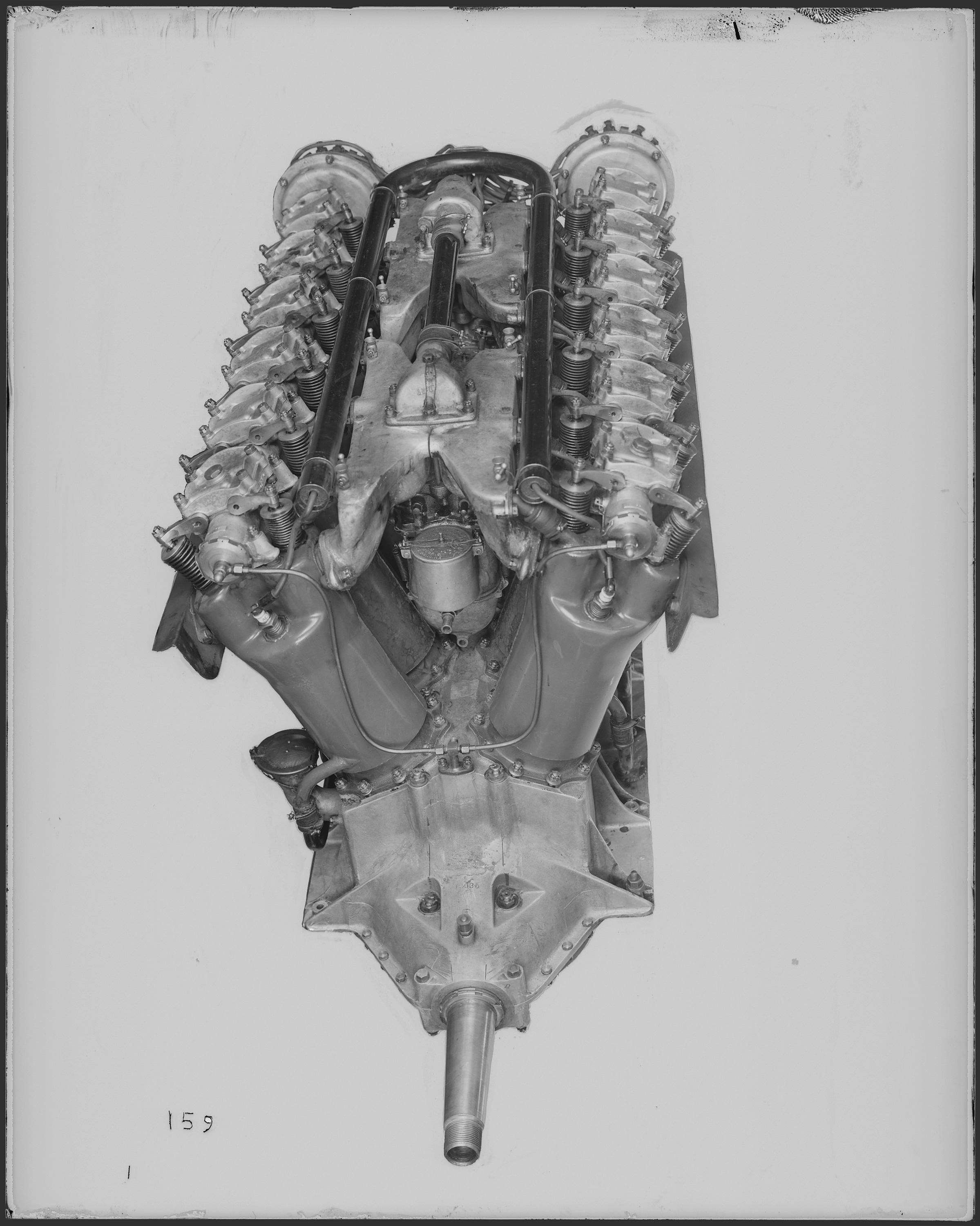
Vista frontal de un Liberty.

Según el libro All the World's Aircraft 1919 (Jane):
Características generales
- Tipo: motor de avión de pistones en V refrigerado por líquido de 12 cilindros
- Diámetro: 127 mm (5")
- Carrera: 178 mm (7")
- Cilindrada: 27.03 litros (1649.3 in3)
- Longitud: 1711 mm (67.375")
- Ancho: 685.80 mm (27")
- Altura: 1054.10 mm (41.5")
- Peso seco: 383.3 kg (845 lb)

Componentes
- Tren de válvulas: una válvula de admisión y una de escape por cilindro operadas a través de un solo árbol de levas en cabeza por bancada de cilindros
- Sistema de combustible: dos carburadores Zenith dúplex
- Tipo de combustible: gasolina
- Sistema de aceite: alimentación forzada, presión de engranajes rotativos y bombas de barrido, cárter húmedo
- Sistema de refrigeración: refrigerado por agua

Prestaciones
- Potencia de salida: 449 hp (334.8 kW) a 2000 rpm (despegue)
- Potencia específica: 0.27 hp/cu in (12.4 kW/L)
- Relación de compresión: 5.4:1 (motores del ejército) 5:1 (motores de la marina)
- Consumo de combustible específico: 0.565 pt/hp/hora (0.43 l/kW/hora)
- Consumo de aceite: 0.0199 pt/hp/hora (0.0152 l/kW/hora)
- Relación potencia/peso: 0.53 hp/lb (0.87 kW/kg)